# 4611 Vulkaneifel
4611 Vulkaneifel è un asteroide della fascia principale. Scoperto nel 1989, presenta un'orbita caratterizzata da un semiasse maggiore pari a 2,6136395 UA e da un'eccentricità di 0,1942397, inclinata di 13,78121° rispetto all'eclittica.
Dal 2 dicembre 1990 al 30 gennaio 1991, quando 4673 Bortle ricevette la denominazione ufficiale, è stato l'asteroide denominato con il più alto numero ordinale. Prima della sua denominazione, il primato era di 4580 Child.
L'asteroide è dedicato all'omonimo territorio a sud di Bonn in Germania.